# Denkmal für die Gefallenen der Region Krajina

Denkmal am Banj Brdo

Das Denkmal für die Gefallenen der Region Krajina (serbisch-kyrillisch: Споменик палим Крајишницима) ist ein monumentales Denkmal auf dem Hügel Banj Brdo (auch bekannt als Šehitluci) in Banja Luka in Bosnien und Herzegowina.
Der Ort hatte bereits bis zum Ende des Ersten Weltkriegs eine symbolische Bedeutung, da sich hier ein Grabmal für drei unbekannte Opfer der Kämpfe gegen die Österreicher befand.

## Geschichte
Das Denkmal ist dem Volksbefreiungskampf gewidmet und wurde errichtet, um der Tausende von bosnischen Krajinakämpfer zu gedenken, die im Zweiten Weltkrieg ihr Leben verloren. Entworfen von dem kroatischen Bildhauer Antun Augustinčić im Stil des sozialistischen Realismus wurde es zum nationalen Denkmal von Bosnien und Herzegowina ernannt. Die inneren Wände des Mausoleums gestaltete Ismet Majezanović aus Tuzla in Siebdrucktechnik. Das Denkmal wurde am 27. Juli 1961, zum 20. Jahrestag des Volksaufstandes in Bosnien und Herzegowina, eingeweiht. 1941 war dieser Ort Schauplatz der Regional-Konferenz der Kommunistischen Partei Jugoslawiens für die Bosnische Krajina.

## Lage
Das 5 km südlich der Stadt gelegene Denkmal bietet einen Panoramablick über die Umgebung, ist von dem Waldpark Starčevica umgeben.

## Bau
Das Denkmal hat eine Länge von 27,30 Meter, eine Breite von 9 Meter und eine Höhe von 13,5 Meter. Stufen führen hinauf, es ist von einer Betonplatte umgeben. Für den Bau wurden Materialien wie Beton verwendet, während das Innere mit Backstein verkleidet wurde. Die vordere Fassade sowie die seitlichen Bereiche sind mit Reliefs aus Kalkstein von der Insel Brač verziert. Ismet Majezanović hatte ursprünglich vor, nach dem Abschluss des Baus des Denkmals zum Thema der Revolution der Völker Jugoslawiens, eine Bemalung anzufertigen. Jedoch kam es zu einer Unterbrechung infolge eines Wassereinbruchs. In den späten 1980er Jahren das erfüllte der Maler Ismar Mujezinović das Versprechen seines verstorbenen Vaters Ismet und bemalte das Denkmal. Mit einer speziellen Technik wurden die Zeichnungen seines Vaters auf polierte Steinplatten übertragen.
Über dem Eingang des Mausoleums ist eine in Stein gemeißelte Darstellung eines jungen Mannes zu sehen, der eine Fahne in der Hand hält. Aus der Ferne betrachtet erinnert die Form des Denkmals an ein abgeschossenes Projektil, das in Richtung Kozara und Grmeč weist.
Aufgrund des feuchten Klimas und der niedrigen Wintertemperaturen in Banja Luka, die den Materialien zusetzten, wurde das Denkmals bereits mehrmals restauriert.